# حزب ابتکار ملی تونس
حزب ابتکار ملی تونس (عربی: المبادرة الوطنية الدستورية) یک حزب سیاسی محوری در تونس است. پس از انقلاب تونس در تاریخ ۱ آوریل ۲۰۱۱ تشکیل شد.
حزب توسط کامل مورجان وزیر سابق دفاع و وزیر امور خارجه بن علی. رئیس‌جمهور ساقط شده رهبری می‌شود. حزب حاکم از نمایندگی سابق نمایندگان مجلس اعضای سیاست بعد از انقلاب حمایت می‌کند. پس از حزب آزادی برای عدالت و توسعه، حزب استقلال، حزب فردا تونس و حزب سومین مسیر با ابتکار در ۳۰ ژوئیه ۲۰۱۴ ادغام شدند. حزب آشکارا خود را به عنوان ابتکار ملی معرفی کرد.